# Lokalizacja oprogramowania
Lokalizacja oprogramowania – dostosowanie danego oprogramowania do potrzeb lokalnego rynku poprzez przetłumaczenie komunikatów i dokumentacji oprogramowania na dany język lub dialekt, a także dostosowanie go do konwencji obowiązujących w danym języku czy dialekcie: między innymi sposobu sortowania liter w alfabecie, używanych jednostek miary albo formatów dat.
Proces taki czasami oznacza się skrótem L10n, pochodzącym od angielskiego słowa localization („L” + 10 liter pośrodku + „n”).
Termin blisko powiązany z pojęciem internacjonalizacji (umiędzynarodowienia, i18n).